# EBC (Bier)
Mit der Einheit EBC (englisch European Brewery Convention) wird im europäischen Raum die Farbe (genauer: die Farbstärke) von Bier und Bierwürze beschrieben. Die von der European Brewery Convention definierte Farbzahl wird photometrisch aus einer standardisierten Maische ermittelt.

## Übersicht
Der Farbton eines Bieres lässt sich als eine Abstufung von Gelb- und Brauntönen beschreiben, die von goldgelb und hellgelb über rot, kupferfarben und dunkelbraun bis hin zu schwarz reicht. In Bezug auf die Angabe bei Braumalz besagt der Wert, welche Farbstärke bei einem bestimmten Stammwürzegehalt mit dem betreffenden Malz erreicht werden kann. Allerdings hängt die Farbstärke des fertigen Biers noch von vielen weiteren Faktoren wie der Würzebereitung, dem pH-Wert des Biers oder dem Gärverlauf ab.

## Lovibond
In den USA dagegen wird manchmal noch die Einheit Lovibond (L), benannt nach dem britischen Brauer Joseph Williams Lovibond, verwendet. Dabei gilt näherungsweise die Umrechnung
{\displaystyle L=EBC\cdot 0{,}377+0{,}45}
oder
{\displaystyle EBC=L\cdot 2{,}65-1{,}2}.
Abgelöst wurde diese Einheit mittlerweile von der Standard Reference Method (SRM) der American Society of Brewing Chemists.

## Farbtabelle
| EBC | Beispielsorten                                 | Bierfarbe | SRM / Lovibond |
| --- | ---------------------------------------------- | --------- | -------------- |
| 4   | Pale Lager, Witbier, Pilsener, Berliner Weisse |           | 2              |
| 6   | Maibock, Blonde Ale                            |           | 3              |
| 8   | Weißbier                                       |           | 4              |
| 12  | American Pale Ale, India Pale Ale (IPA)        |           | 6              |
| 16  | Weißbier, Saison                               |           | 8              |
| 20  | English Bitter, Extra Special Bitter           |           | 10             |
| 26  | Bière de garde, Double IPA                     |           | 13             |
| 33  | Dunkles Lager, Märzen, Amber Ale               |           | 17             |
| 39  | Brown Ale, Bock, Dunkelbier, Dunkelweizen      |           | 20             |
| 47  | Irish Dry Stout, Doppelbock, Porter            |           | 24             |
| 57  | Stout                                          |           | 29             |
| 69  | Foreign Stout, Baltic Porter                   |           | 34             |
| 79  | Imperial Stout                                 |           | 40+            |